# Pierre Biebuyck

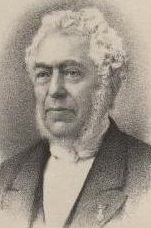
Pierre Donatien Biebuyck

Pierre Donatien Biebuyck (Roeselare, 21 april 1800 - Ieper, 21 januari 1884) was een Belgisch volksvertegenwoordiger en rechter.

## Levensloop
Biebuyck was de zoon van Joseph Biebuyck en Marie de Jonckheere. Hij trouwde met Victoire Carpentier.
Hij promoveerde tot doctor in de rechten aan de Rijksuniversiteit Gent (1825). Volgens Philippe Van Hille behaalde hij echter het licentiaat in de rechten al in 1817 aan de École de Droit in Brussel. Hij werd advocaat, rechter in Ieper (1830), in Kortrijk (1831) en voorzitter van de rechtbank van eerste aanleg in Ieper (1832-1870).
Hij werd in 1829 lid van de Provinciale Staten van West-Vlaanderen, een functie waarin hij werd bevestigd bij de eerste verkiezing van de provincieraad volgens de Belgische provinciewet in 1836. Hij werd hierbij verkozen door het kanton Mesen en bleef zetelen tot aan zijn verkiezing tot volksvertegenwoordiger.
Hij werd gedurende twee afzonderlijke termijnen verkozen tot katholiek parlementslid voor het arrondissement Ieper: van 1845 tot 1848 en opnieuw van 1870 tot aan zijn dood.